# 中韓海底トンネル
中韓海底トンネル（ちゅうかんかいていトンネル 中国語：中韩海底隧道）もしくは韓中海底トンネル（かんちゅうかいていトンネル 朝鮮語:한중해저터널）は、中国の東海岸と韓国の西海岸や南海岸を結ぶ海底トンネルの建築構想計画である。2000年代から構想が提出されている。

## 建築計画
2009年10月8日に京畿開発研究院が開催した「韓中海底トンネル国際セミナー」において仁川-威海（341キロメートル）、華城-威海（373キロメートル）、平沢・唐津-威海（386キロメートル）、北朝鮮の甕津-威海（221キロメートル）の4路線の案を提唱しており、総工費として72兆6000億から123兆4000億ウォン（約5兆4900億－9兆3500億円）の試算が発表された。トンネルに高速鉄道を走らせ、両国の高速鉄道と線路を乗り入れし、ソウル-上海間を5時間31分、ソウル-北京間を4時間26分で結ばれると計算された。
2010年に韓国の国土海洋部と交通研究院が日韓トンネルなどを含めて行った建設調査では、中国の威海から韓国の仁川を結ぶトンネルで総工費が123兆ウォン（約9兆1100億円）、建築工期に10年かかるとの調査結果が京畿開発研究院から提出された。その後、国土海洋部は「経済性を欠く」との結論に達した。
2021年6月30日、忠清南道知事の梁承晁は「韓中海底トンネル推進」公約を発表した。この計画では中国と韓国が170兆ウォン（約16兆7100億円）の建築資金を折半して中国の山東半島から韓国の忠清南道の泰安半島まで323キロメートルをつなげるもの。